# Crepidium prasinum
Crepidium prasinum là một loài thực vật có hoa trong họ Lan. Loài này được (Ridl.) Szlach. mô tả khoa học đầu tiên năm 1995.